# Ad Stenzen
Adrianus Antonius Gerard (Ad) Stenzen (Oss, 24 juni 1932) is een Amerikaans altviolist in ruste die, geboren in Nederland, bekend raakte op de Nederlandse Antillen.
Ad Stenzen is zoon van Elisabeth Katharina Arts en Gerard Stenzen.
Stenzen had muziekonderwijs genoten aan het Haags Conservatorium. Hij was in het bezit van het diploma Lager Onderwijs met studies bij Jo Juda en Nap de Klijn. Na het afronden van de studie nam hij zitting in het Radio Orkest; hij werd tweede altvioolsolist in het Nederlands Kamerorkest onder leiding van Simon Goldberg. In 1957 was het op de Antillen groot nieuws dat deze "talentvolle musicus" docent werd aan de Arbubaanse Muziekschool in Oranjestad. Hij werd er ook muziekcriticus bij Amigoe. Hij was amper bezig aan genoemde muziekschool toen hij in oktober benoemd werd tot onderdirecteur. Een jaar later nam hij zitting in het Arubaans Symphonie Orkest van Jan Stam, klom er op tot concertmeester en kreeg hij een uitnodiging van violist Henryk Szeryng om deel te nemen aan een violistenconcours in Mexico-Stad. Hij was er nog niet vertrokken toen hij benoemd werd tot dirigent van genoemd orkest.
Na een periode van vijf jaar sloot hij zich aan bij het balletgezelschap in San Francisco; Amigoe berichtte toen ook dat hij in de Verenigde Staten zou blijven om bij het Los Angeles Philharmonic Orchestra te gaan spelen. Voor de muziekschool nam het echtpaar Schermer (trombonist Piet Schermer en violiste Toni Gauw) de leiding op zich.
Adrian en Nancy Stenzen werden respectievelijk soloaltist en solocellist bij de San Francisco Ballet Orchestra voor de periode van 1975 tot 2005.